# 南阿蘇村立久木野中学校
南阿蘇村立久木野中学校（みなみあそそんりつ くぎのちゅうがっこう）は、熊本県阿蘇郡南阿蘇村河陰にあった公立中学校。

## 沿革
- 1947年（昭和22年）4月 - 上大川原の青年学校跡に久木野村立久木野中学校創立。
- 1948年（昭和23年）2月 - 現在地へ移転
- 1979年（昭和54年）4月 - 新校舎落成
- 2005年（平成17年）2月13日 - 南阿蘇村立久木野中学校と改称
- 2016年（平成28年）
  - 3月19日 - 久木野中学校閉校式を挙行。
  - 4月1日 - 南阿蘇中学校に統合。

## 部活動

### 運動部
バドミントン部
ソフトテニス部
野球部